# HMS E43
HMS E43 – brytyjski okręt podwodny typu E. Zbudowany w latach 1914–1915 w Swan Hunter, Wallsend. Okręt został wodowany 11 listopada 1915 roku i rozpoczął służbę w Royal Navy 29 lutego 1916 roku. Pierwszym dowódcą został Lt. Cdr. Vincent M. Cooper.
W 1916 roku należał do Dziewiątej Flotylli Okrętów Podwodnych (9th Submarine Flotilla) stacjonującej w Harwich.
19 stycznia 1917 roku w czasie patrolu na Morze Północne w okolicach Harwich HMS E43 zderzył się z okrętem HMS E36. Nikt z załogi E36 nie ocalał.
3 stycznia 1921 roku okręt został sprzedany firmie South Wales Salvage Co. 25 listopada 1921 roku w czasie holowania okręt zerwał się z holu i zatonął w okolicach St. Agnes Head w Kornwalii.